# Parti népalais de la bonne volonté (Anandidevi)
Le Parti népalais de la bonne volonté (Anandidevi) – en népalais : नेपाल सदभावना पार्ती (आनन्दीदेवी), parfois désigné sous l'appellation mixte anglaise « Nepal Sadbhavana Party (Anandidevi) » –est un parti politique népalais régional issu de la plaine du Teraï, au sud du pays.
Fondé en 1985 par Gajendra Narayan Singh, sous la désignation initiale de «  Nepal Sadbhavana Council », il a pris en 1990, lors de la légalisation des partis politiques, le nouveau nom de Parti népalais de la bonne volonté – en népalais : नेपाल सदभावना पार्ती – mais était couramment désigné, dans les médias népalais de langue anglaise et au niveau international, sous le nom népalais romanisé : Nepal S(h)adbhavana Party.
L'une des objectifs majeurs de ce mouvement est de promouvoir l'accession de la langue hindi au rang de langue officielle du Népal, aux côtés du népalais.
Depuis la mort de son fondateur, Gajendra Narayan Singh, le 23 janvier 2002, le parti est dirigé par sa veuve, Anandi Devi Singh.
Le parti a éclaté en deux tendances, le 26 mars 2003, opposées sur l'attitude à adopter face au roi Gyanendra et à la prise en main, par celui-ci, des rênes du gouvernement :
- une tendance, groupée autour d'Anandidevi Singh, est opposée au roi, et est désignée sous le nom de « Parti népalais de la bonne volonté (Anandidevi) » ou  Nepal Sadbhavana Party (Anandidevi), qui deviendra ultérieurement le nom officiel du parti ;
- l'autre tendance, favorable au roi mais en perte de vitesse depuis la restauration du parlement en avril 2006, est désignée sous le nom de Parti népalais de la bonne volonté (Mandal) ou  Nepal Sadbhavana Party (Mandal), du nom de son chef de file, Badri Prasad Mandal.

Le parti fera partie de l'Alliance des sept partis en avril 2006 lors de la grève générale d'avril 2006 au Népal.
Dans le gouvernement intérimaire dirigé par Girija Prasad Koirala, nommé par le 1er avril 2007, le Parti népalais de la bonne volonté (tendance Anandidevi) dispose d'un représentant, Rajendra Mahato, disposant du portefeuille de l'Industrie, du Commerce et de l'Approvisionnement.
Le parti est enregistré, en vue de l'élection de l'Assemblée constituante, le 10 avril 2008, sous le nouveau nom de « Parti népalais de la bonne volonté (Anandidevi) ».
Comme de nombreux partis népalais ces dernières années, le parti a subi une nouvelle scission, à partir de laquelle a été formée le Parti de la bonne volonté (sans l'adjectif « népalais » dans son intitulé).